# Erkelenz
Erkelenz est une commune d'Allemagne et la plus grande de l'arrondissement de Heinsberg dans le Land de Rhénanie-du-Nord-Westphalie. Elle est située au nord du bassin de Cologne, à mi-chemin entre Aix-la-Chapelle et Düsseldorf près de Mönchengladbach. Au cours des prochaines années, un tiers du territoire de la commune sera déblayé pour creuser des mines de lignite à ciel ouvert. Plus de 5 000 habitants de dix villages doivent quitter leurs villages et quartiers notamment Immerath pour s'installer à Neu-Immerath.

## Géographie

### Géologie
Le paysage est formé par une surface plane et peu ondulée dont la terre consiste en un plateau de lœss d'une épaisseur de plus de 11 mètres. Au sous-sol se trouvent des graviers et des sables de la période glaciaire, apportés par le Rhin et la Meuse. Plus bas se trouvent de fortes couches de charbon. La ville appartient à la région de tremblement de terre du fossé rhénan.

### Climat
Le climat est influencé par le Gulf Stream atlantique, à la transition entre un climat océanique et un climat continental. Des vents du sud-ouest sont prédominants, et il y a des précipitations pendant toute l’année. La quantité de précipitations annuelles s’élève à 710 mm. Les étés sont chaudes et les hivers doux. Au mois de juillet, la température moyenne est 19 °C, au mois de janvier 3 °C. La durée de la période froide d’une température au-dessous de 0 °C, se chiffre à moins de 60 jours. Le nombre des jours d’été d’une température de plus de 25 °C est de trente, dont huit jours tropicaux d’une température de plus de 30 °C peuvent s’installer. Le printemps, qui est marqué par la floraison des cerisiers, débute entre le 29 avril et le 5 mai. L'été, dont le début est marqué par la moisson du seigle, commence entre le 10 et le 16 juillet.

### Paysage
La majorité de la terre fertile est cultivée. Seulement 1,4 % est couverte des forêts. Au nord commence le bas pays du Rhin inférieur, riche en forêts, ruisseaux et lacs. À l’ouest, hors du territoire communal et jusqu’à 60 mètres plus bas, se situe la plaine basse de la rivière Roer.

### Territoire
Le territoire de la commune possède une étendue de 11 km du nord au sud et de 20 km de l’est à l’ouest. La ville telle qu'elle est aujourd'hui a été créée par une loi de 1971 entraînant la fusion des arrondissements d'Erkelenz et de Geilenkirchen-Heinsberg. Erkelenz perdait le statut d'arrondissement, mais s’agrandissait de 25,30 à 117,35 km².

## Héraldique
Les armoiries sont partagées en deux. Dans la partie supérieure sur un fond bleu, un lion à double queue marche de droite à gauche. Dans la partie inférieure sur un fond blanc (d’argent) se trouve une fleur rouge de néflier. Tant le lion que la fleur rappellent les liens de la ville avec le duché de Gueldre.

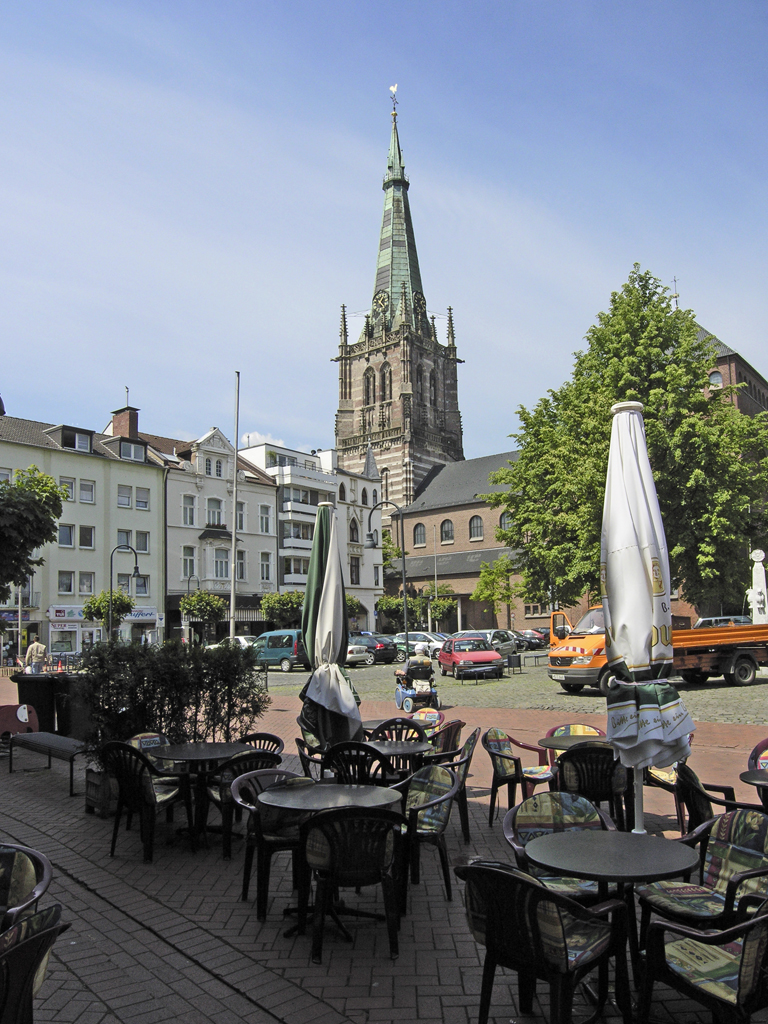
Vue sur le marché à l'église Saint Lambert, Erkelenz

## Histoire
De partout de la ville et de ses villages, il y a des témoins de l’âge de pierre. À Erkelenz-Kückhoven on a trouvé un puits en bois de 5100 av. J.-C. qui est l’édifice en bois le plus vieux du monde. À Erkelenz-Kleinbouslar, une colonne romaine est venue au jour. Des briques romaines au sous-sol du marché et de l’église de la cité d’Erkelenz. Là, on a découvert des tombeaux francs et du Moyen Âge. Cependant, un habitat permanent de la période romaine jusqu’à la période franque n’est pas attesté.
Le premier écrit où Erkelenz est mentionnée ("herclinze") est un acte de donation du comte lorrain Immo au chapitre de Sainte-Marie à Aix-la-Chapelle. L'empereur Otton le Grand certifiait cet acte à l’occasion d’une Diète d'Empire à Aix-la-Chapelle le 17 janvier 966. Dès lors le chapitre était propriétaire du tout le terroir à Erkelenz, tandis que les comtes exerçaient la suzeraineté.
En 1326 le comte, plus tard duc Renaud II de Gueldre octroyait le privilège de ville à Erkelenz. Elle était une exclave des ducs de Gueldre sur le territoire des ducs de Juliers.
Erkelenz est assiégée en 1610 durant de la guerre de Succession de Juliers.
Erkelenz fit partie du département de la Roer lors de l'occupation française entre 1798 et 1814.
En février 1945, la ville fut entièrement détruite par des bombardements alliés ; sa reconstruction dura une dizaine d'années.

## Politique

### Conseil de ville d'Erkelenz
|                | 1989 | 1994 | 1999 | 2004 | 2009 | 2014 |
| -------------- | ---- | ---- | ---- | ---- | ---- | ---- |
| CDU            | 24   | 22   | 21   | 22   | 21   | 21   |
| SPD            | 16   | 15   | 12   | 10   | 8    | 9    |
| Verts          | 2    | 4    | 4    | 7    | 8    | 9    |
| FDP            | 3    | 2    | 2    | 3    | 5    | 3    |
| NPD            | 0    | 0    | 0    | 0    | 1    | 1    |
| REP            | 0    | 0    | 1    | 1    | 0    | 0    |
| Listes locales | 0    | 2    | 4    | 7    | 6    | 5    |
| Total          | 45   | 45   | 44   | 50   | 50   | 48   |

### Liste des maires d'Erkelenz
- 1946–1948 Wilhelm Schmitter, Union chrétienne-démocrate d'Allemagne (CDU).
- 1948–1949 Jakob Storms, CDU.
- 1949–1952 Heinrich Sieben, CDU.
- 1952–1969 Hermann Jansen, CDU.
- 1969–1994 Willy Stein, CDU.
- 1994–1999 Theo Clemens, CDU.
- 1999–2004 Erwin Mathissen, Parti social-démocrate d'Allemagne (SPD).
- Depuis 2004 Peter Jansen, CDU.

## À voir
- Vieux château fort (1370)
- La tour de l'église Saint-Lambert (1458)
- Vieil Hôtel de ville (1546)
- Le moulin « Blancken-Mühle » (1799)
- Maison « Spiess » (1806), ancien domicile de l’administrateur français sous Napoléon Ier.

## Jumelages
Saint-James (France) depuis le 12 octobre 1974

## Personnalités liées à la commune
- Theodoor van Loon (1581 ou 1582 - 1649), peintre flamand de la période baroque, né à Erkelenz
- Anton Raky (1868 - 1943), pionnier du forage profond et de la prospection géologique, fondateur de la « Internationale Bohrgesellschaft AG » à Erkelenz
- Karl-Hans Laermann (1929-2024), homme politique allemand membre du Parti libéral-démocrate (FDP), ministre fédéral de l'Éducation d'Allemagne, né à Erkelenz
- Franz-Josef Pangels (1935 - 2004), homme politique allemand, né à Matzerath et mort à Erkelenz
- Dietmar Kamper (1936 - 2001), penseur, écrivain et sociologue allemand, né à Erkelenz
- Burhan Qurbani (1980 -), réalisateur de film germano-afghan, né à Erkelenz
- Lewis Holtby (1990 -), footballeur allemand, né à Erkelenz